# East Troy (Wisconsin)

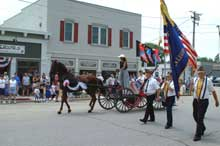
East Troy Square

East Troy ist eine Gemeinde (mit dem Status „Village“) im Walworth County im US-amerikanischen Bundesstaat Wisconsin. Im Jahr 2010 hatte East Troy 4281 Einwohner.

## Geografie
East Troy liegt im Südosten Wisconsins beiderseits des Honey Creek, der über den Fox und den Illinois River zum Stromgebiet des Mississippi gehört.
Die geografischen Koordinaten von East Troy sind 42°47′07″ nördlicher Breite und 88°24′18″ westlicher Länge. Das Stadtgebiet erstreckt sich über eine Fläche von 11,68 km². Die Stadt East Troy ist im Norden, Osten und Süden von der Town of East Troy sowie im Westen zu einem kleinen Teil von der Town of Troy umgeben, gehört aber keiner davon an.
Nachbarorte von East Troy sind Potter Lake (7,5 km nordöstlich), Mukwonago (11,5 km in der gleichen Richtung), Waterford (17 km östlich), Burlington (22 km südöstlich), Spring Prairie (10,5 km südlich), Elkhorn (18 km südwestlich), La Grange (17,6 km westlich) und Eagle (16 km nordnordwestlich).
Die nächstgelegenen größeren Städte sind Wisconsins größte Stadt Milwaukee (54 km nordöstlich), Chicago in Illinois (143 km südsüdöstlich), Rockford in Illinois (97,3 km südwestlich) und Wisconsins Hauptstadt Madison (99 km westnordwestlich).

## Sehenswürdigkeiten
Bekannt ist die Gemeinde vor allem durch das Alpine-Valley-Skigebiet, das Alpine Valley Music Theatre, wo regelmäßig große Konzerte stattfinden und das East Troy Electric Railroad Museum.
Nach einem gemeinsamen Konzert mit Eric Clapton im Alpine Valley Music Theatre starb am 26. August 1990 der Gitarrist Stevie Ray Vaughan bei einem Hubschrauberabsturz in East Troy.

## Verkehr
Die Interstate 43 führt in Nordost-Südwest-Richtung auf ihrem Weg von Milwaukee nach Rockford am Zentrum von East Troy vorbei. Dort treffen die Wisconsin State Routes 20 und 120 zusammen. Alle weiteren Straßen sind untergeordnete Landstraßen, teils unbefestigte Fahrwege sowie innerörtliche Verbindungsstraßen.
East Troy ist südwestlicher Endpunkt einer Eisenbahnstrecke für den Frachtverkehr der Canadian Pacific Railway (CPR), die nach Mukwonago führt.
Mit dem East Troy Municipal Airport befindet sich im Nordosten des Stadtgebiets ein kleiner Flugplatz. Die nächsten Verkehrsflughäfen sind der Dane County Regional Airport in Madison (102 km westnordwestlich), der Milwaukee Mitchell International Airport in Milwaukee (51,9 km nordöstlich), der Chicago O’Hare International Airport (119 km südsüdöstlich) und der Chicago Rockford International Airport (106 km südwestlich).

## Wirtschaft
Der Motorradhersteller Buell hatte seinen Sitz in East Troy, bis der Eigentümer, die Firma Harley-Davidson die Produktion 2009 einstellte.

## Bildung
In East Troy befindet sich die East Troy High School.

## Bevölkerung
Nach der Volkszählung im Jahr 2010 lebten in East Troy 4281 Menschen in 1737 Haushalten. Die Bevölkerungsdichte betrug 366,5 Einwohner pro Quadratkilometer. In den 1737 Haushalten lebten statistisch je 2,44 Personen.
Ethnisch betrachtet setzte sich die Bevölkerung zusammen aus 95,9 Prozent Weißen, 0,4 Prozent Afroamerikanern, 0,5 Prozent amerikanischen Ureinwohnern, 0,6 Prozent Asiaten, 0,1 Prozent Polynesiern sowie 1,1 Prozent aus anderen ethnischen Gruppen; 1,4 Prozent stammten von zwei oder mehr Ethnien ab. Unabhängig von der ethnischen Zugehörigkeit waren 4,0 Prozent der Bevölkerung spanischer oder lateinamerikanischer Abstammung.
27 Prozent der Bevölkerung waren unter 18 Jahre alt, 61 Prozent waren zwischen 18 und 64 und 12 Prozent waren 65 Jahre oder älter. 50,9 Prozent der Bevölkerung war weiblich.
Das mittlere jährliche Einkommen eines Haushalts lag bei 60.644 USD. Das Pro-Kopf-Einkommen betrug 26.767 USD. 16,1 Prozent der Einwohner lebten unterhalb der Armutsgrenze.

## Bekannte Bewohner
- Mark Neumann (* 1954), republikanischer Abgeordneter des US-Repräsentantenhauses (1995–1999) – in East Troy geboren und aufgewachsen
- John F. Potter (1817–1899), republikanischer Abgeordneter des US-Repräsentantenhauses (1857–1863) – lebte lange in East Troy und ist hier beigesetzt
- Clifford E. Randall (1876–1934), republikanischer Abgeordneter des US-Repräsentantenhauses (1919–1921) – besuchte die Schule in East Troy
- Lorena Hickok